# Иоганн Эрнст Саксен-Эйзенахский
Иоганн Эрнст Саксен-Эйзенахский (нем. Johann Ernst von Sachsen-Eisenach; 9 июля 1566, Гота — 23 октября 1638, Эйзенах) — герцог Саксен-Эйзенахский, а впоследствии — Саксен-Кобургский.

## Биография
Иоганн Эрнст был сыном герцога Иоганна Фридриха II и пфальцграфини Елизаветы. Его дед Иоганн Фридрих Великодушный был курфюрстом Саксонии, но после поражения в битве при Мюльберге в плену подписал Виттенбергскую капитуляцию, согласно которой титул перешёл к Морицу из Альбертинской линии Веттинов.
Иоганн Фридрих II во время грумбахской ссоры занял сторону подвергнутого в 1563 году имперской опале Вильгельма Грумбахского, поэтому также был подвергнут имперской опале императором Максимилианом II в 1566 году. Жена Иоганна Фридриха II и его дети были вынуждены бежать из Готы, и нашли приют в Веймаре у его младшего брата герцога Саксен-Веймарского Иоганна-Вильгельма. Тот стал опекуном племянников, а в 1570 году оказался единовластным обладателем всех эрнестинских владений.
В 1572 году в Эрфурте собралась имперская комиссия, которая, несмотря на протесты Иоганна Вильгельма, отделила южные и западные земли в пользу детей его брата. Таким образом Иоганн Эрнст и его старший брат Иоганн Казимир стали правителями нового герцогства Саксен-Кобург-Эйзенах; их опекунами (а заодно и регентами герцогства) стали пфальцский курфюрст Фридрих III Благочестивый, бранденбургский курфюрст Иоганн-Георг и саксонский курфюрст Август. Иоганн Фридрих II продолжал быть пленником императора, Елизавете было приказано переехать в Австрию, а два молодых брата перебрались в Кобург; Иоганну Эрнсту было в это время всего 6 лет.
С 1578 года Иоганн Эрнст стал учиться вместе с братом в Лейпцигском университете. В 1586 году его старший брат женился, и регентство закончилось, они стали полноправными правителями своего герцогства. Следующие 10 лет они совместно управляли Саксен-Кобург-Эйзенахом, однако Иоганн Казимир, будучи старшим братом, нёс при этом на себе основную тяжесть государственных забот. В 1587 году Иоганн Эрнст построил для себя отдельную резиденцию в Маркзуле. В 1590 году Иоганн Эрнст договорился с братом, что Иоганн Казимир в течение пяти лет будет править герцогством в одиночку; по истечении этого срока в 1596 году братья разделили наследство: Иоганну Казимиру осталось герцогство Саксен-Кобург, а Иоганн Эрнст получил Саксен-Эйзенах.
Первый год своего управления независимым герцогством Иоганн Эрнст продолжал жить в Маркзуле, так как столица Эйзенах была ещё необитаемой, люди начали там селиться лишь после официального объявления её столицей нового герцогства. В 1598 году в герцогстве были созданы правительство и консистория.
В 1633 году Иоганн Казимир скончался, не имея детей, и Иоганн Эрнст унаследовал Саксен-Кобург, управляя из Эйзенаха обоими герцогствами в рамках личной унии.

## Семья и дети
23 ноября 1591 года Иоганн Эрнст женился в Винер-Нойштадте на Елизавете фон Мансфельд-Хинтерорт. Она умерла через четыре дня после рождения их единственного сына:
- Иоганн Фридрих (родился и умер 8 апреля 1596 года в Маркзуле)

14 мая 1598 года Иоганн Эрнст женился в Ротенбурге на Кристине Гессен-Кассельской. Брак был счастливым, но детей у супругов не было.
Со смертью Иоганна Эрнста в 1638 году пресеклась Саксен-Кобург-Эйзенахская линия Веттинов. В соответствии с правилами, принятыми в эрнестинской линии Веттинов, его владения были разделены между герцогствами Саксен-Веймар и Саксен-Альтенбург.